# Christian von Schneidau
Bror Herman Christian Waldemar von Schneidau, född 23 mars 1893 på Nygård i Ölvingstorp i Ljungby, Kalmar län, död 6 januari 1976 i Orange, Kalifornien, var en svensk-amerikansk målare, tecknare, grafiker och skulptör. 
Han var son till godsägaren Johan Waldemar Polycarpus Hellstadius och Sophie Caroline Hansen och från 1938 gift med Signe Larsson. Efter skolgång i Örebro och Skara kom Schneidau med familjen till Amerika 1906 där han studerade konst vid Art Institute of Chicago 1911–1918 och för Charles W. Hawthorne och Richard E. Miller i Provincetown, Massachusetts. von Schneidau var en mångsidig och produktiv konstnär och utförde ett flertal porträtt som belönades med priser och hedersomnämnanden vid olika utställningar. Bland hans offentliga arbeten märks fresken Along the Stream of Life på California Lutheran Hospital i Los Angeles och fresker på Swedish Historical Museum i Philadelphia och Swedish Club Gallery i Chicago samt fresker i kyrkor, skolor och teatrar. På uppdrag av en grupp svensk-amerikaner målade han 1926 Santa Monica Bay som överlämnades som gåva till dåvarande kronprins Gustaf Adolf vid dennes besök i Los Angeles. Bland de personer han porträtterat märks Mary Pickford, Douglas Fairbanks, Betty Grable och Gustaf VI Adolf. Han medverkade i den svensk-amerikanska konstutställningen i Chicago 1917 och han var representerad vid den svensk-amerikanska vandringsutställningen i Sverige 1920 samt den svensk-amerikanska konstutställningen i Göteborg 1923. På Schneidaus initiativ grundades 1938 föreningen The Scandinavian-American Art Society of the West. Hans konst består av figur- och historiemåleri, porträtt och landskap samt ett flertal offentliga fresker. Vid sidan av sitt eget skapande var han verksam som konstnärlig rådgivare inom filmkonsten i Hollywood för 20th Century Fox Films och som konstpedagog i sin egen målarskola som han startade 1918 dessutom arbetade han som gästlärare vid Business Mens Art Institute of Los Angeles. von Schneidau är representerad förutom olika amerikanska samlingar vid Smålands museum.